# Кухня Канарских островов

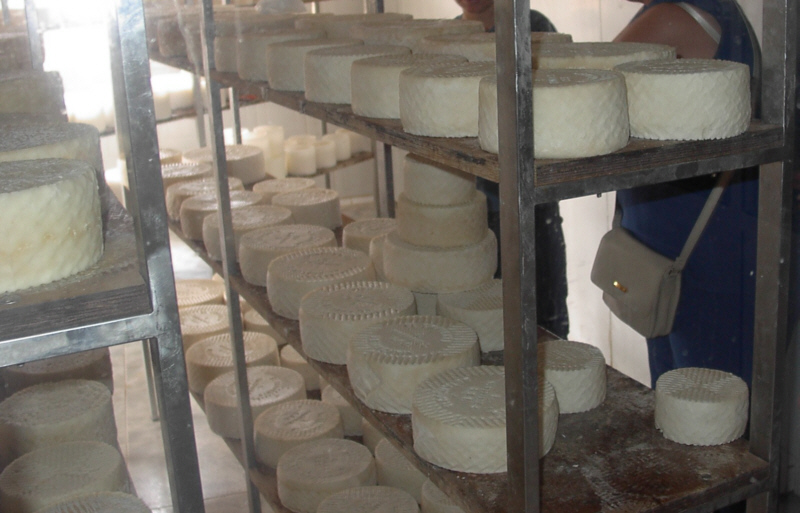
Сыры «Фуэртевентура»

Кухня Канарских островов состоит из традиционных блюд канарского архипелага и служит важной частью канарского культурного наследия. Она отличается простотой в приготовлении и разнообразием в выборе продуктов. Канарская кухня ощутила влияние культуры коренного населения островов гуанчей и латиноамериканской кухни, особенно венесуэльской. Венесуэла — страна, с которой острова имели тесные исторические и культурные связи с XIX века и до середины XX века. Кроме того, на островную гастрономию оказала влияние и континентальная африканская кухня.

## История
Согласно общепринятой теории, гуанчи были одним из берберских народов, прибывшим на Канарские острова со своими стадами и агрокультурами, из которых ячмень был наиболее распространённым.
Гофио, представляющий собой муку из жареного ячменя, был основой их пищи и готовился по-разному и из различных видов зерна, таких как пшеница или просо (кукуруза).
Мясо было важной частью рациона аборигенов, для этого они держали стада коз и овец, и свиней. Также потреблялось молоко и сливочное масло. Дополнительно гуанчи занимались собирательством, пополняя свой рацион финиками, некоторыми видами инжира, а также подбирая моллюсков вдоль побережья острова.
Известно, что римляне бывали у берегов Канарских островов и контактировали, хотя и периодически, с местным населением, что привело к появлению таких продуктов, как инжир и маслины. После испанского завоевания в XV веке острова стали обязательной остановкой при отправке в Новый Свет, что вызвало массовый приток торговцев с обоих берегов Атлантики, принесших с собой кулинарные традиции своих стран. К ним относятся прежде всего кухни Пиренейского полуострова, важное место стали занимать блюда из продуктов, привезённых из Америки, таких как картофель или кукуруза (называемая канарцами «мильо» под влиянием португальцев).
Позднее на Канарских островах начали выращивать различные культуры, рассчитанные на экспорт, который стал основой экономики острова, что не могло не оставить свой отпечаток на островной кулинарии. Возделывали сахарный тростник, виноград и банан.

## Закуски и колбасы

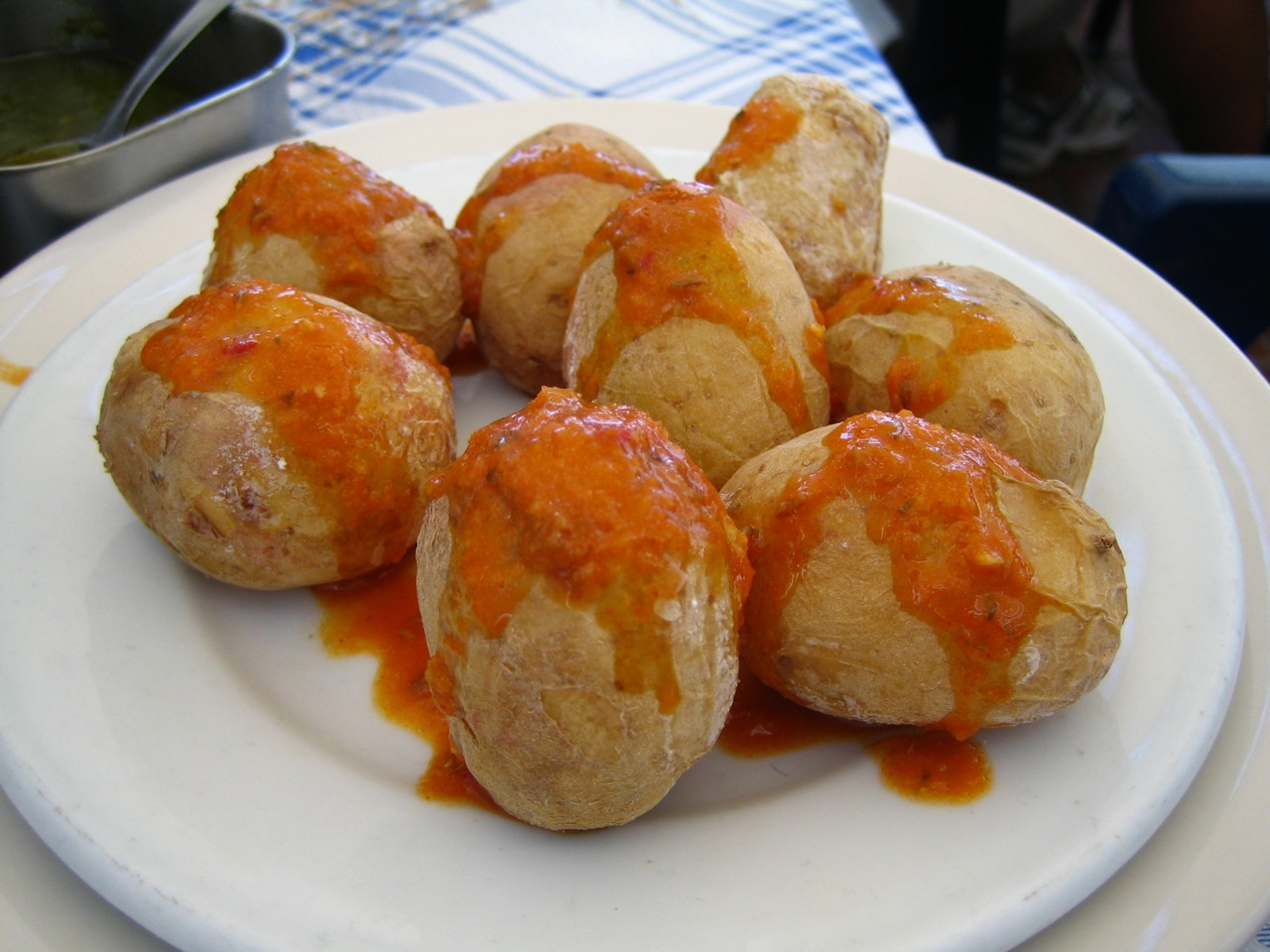
Папас-арругадас с соусом мохо

В канарской кухне богатый выбор блюд, выступающих в роли закусок, или тапас, на местном диалекте называемых enyesques.

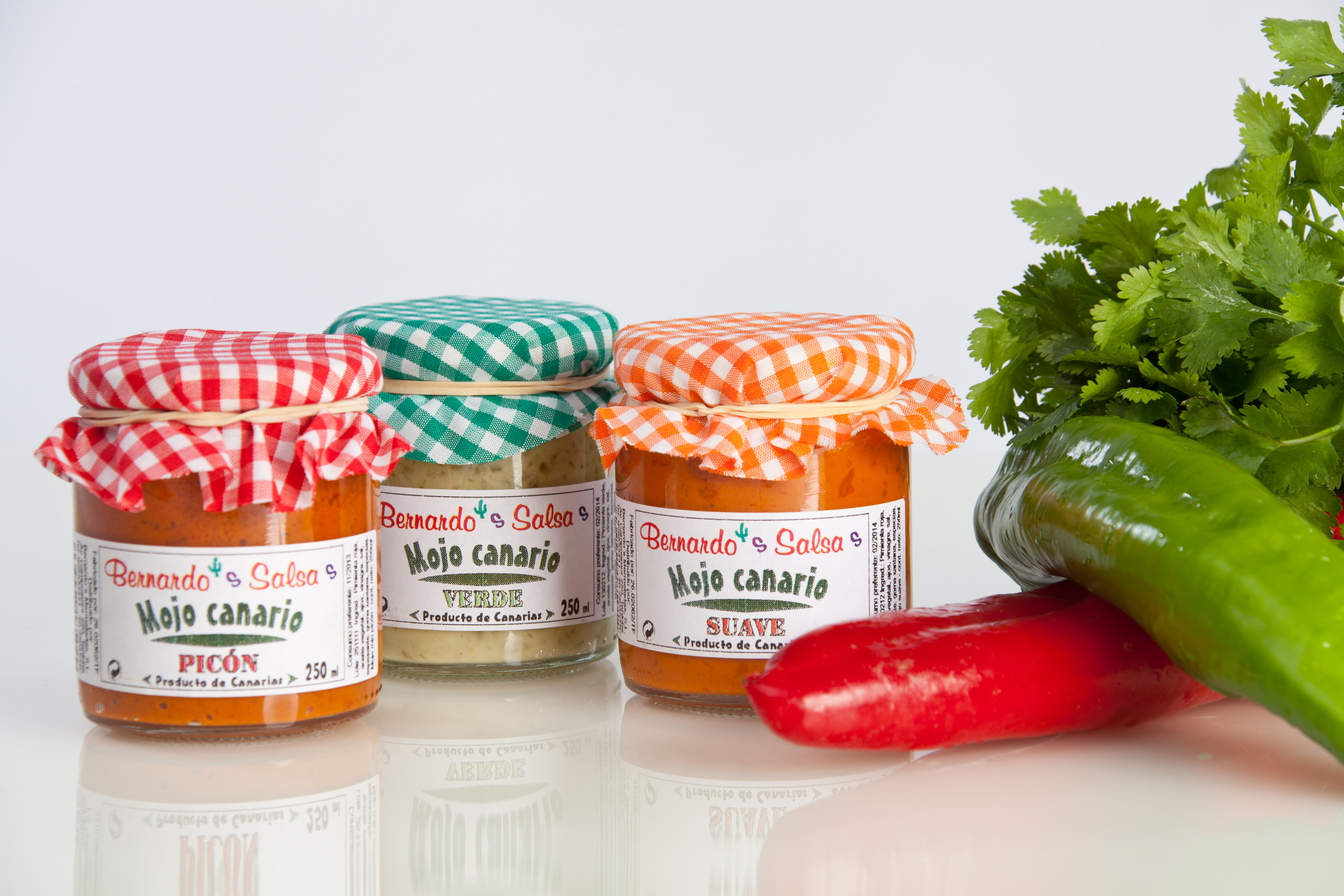
Острый, зелёный и мягкий соусы мохо

- Папас-арругадас с соусом мохо отличаются своей оригинальностью и простотой: картофель варят в кожуре и с большим количеством соли. Тесные исторические связи Канарских островов с Америкой и особенности климата островов объясняют такое разнообразие видов картофеля, используемых на архипелаге и высокое его потребление. Традиционной приправой для картофеля и других блюд островов служит соус мохо, наиболее популярные виды которого «мохо верде» (с петрушкой) и «мохо пикон» (со жгучем перцем чили).
- Гофио, один из наиболее древних продуктов питания канарцев, представляет собой обжаренную муку грубого помола из различных зерновых или смесь из них (mezcla). Из неё пекут хлеб и пироги, добавляют как загуститель в супы, похлёбки и рагу. Также гофио подают на завтрак с горячим молоком, или вовсе едят как гарнир, к примеру, в виде густой каши на рыбном бульоне. Гофио вместе с канарцами распространилось и в такие страны как Куба, Венесуэла, Уругвай и Западная Сахара.
- Сыры. Наиболее распространены на островах сыры из козьего молока. На всю Испанию знамениты сыры с острова Гран-Канария — Queso de Flor, Queso Blanco и копчёный Flor de Guia. На острове Гомера фирменным считается блюдо альмогроте, для приготовления которого берут местный козий сыр, плотный без дырок, маслянистый и с пикантным запахом.
- Чоризо. Среди колбасных изделий на островах выделяется канарская колбаса[исп.], которая представлена в различных вариантах (чоризо Терор в Гран-Канарии, Чакон в Лансароте, Ла-Пальма, и т. д.). Несмотря на разные названия, всё это — свиная колбаска с чесноком и паприкой, последняя придаёт продукту оранжевый или красный цвета.
- Морсилья. Канарцы придают кровяной колбасе пикантный вкус за счёт добавления туда батата, изюма и миндаля.
- Жареный окорок (Pata asada). Один из самых распространённых и простых способов потребления свинины у канарцев. Свиной окорок после жарки нарезается ломтиками и используется либо в бутербродах, либо как enyesque.
- Морепродукты на островах потребляются в большом количестве либо жареными на сковороде с соусом «мохо верде», либо в виде смеси с овощами; анчоусы и сардины жарят или сушат.

## Первые блюда
- Потахе — густой овощной суп в широком многообразии представленный на островах, его готовят из капусты, водяного кресса, листовой свеклы и дикой полевой горчицы. Потахес — сытное блюдо, способное утолить голод и потому столь распространённое. Оригинален potaje de jaramago — в основе которого листья островного растения, по вкусу и виду близкие к ботве брюквы. На Гомере популярен potaje de berros — суп из водяного кресса с добавлением гофио.
- Картофельный отвар (Caldo de papas) — простейшее и наиболее доступное блюдо, бывшее популярным у беднейшего населения в трудные времена . Картофель и кинза, придающая вкус и аромат, — ключевые ингредиенты.
- Рыбная похлёбка (Caldo de pescado) — главным ингредиентом этого несложного блюда служит пойманная местными рыбаками рыба, такая как груперы или морские окуни. Картофель варится в рыбном бульоне и подаётся вместе с рыбой на второе, а бульон на первое.
- Ранчо канарио (Rancho canario) — густой овощной суп с гофио, иногда с добавлением мяса.

Популярен также бульон с кукурузой (caldo de millo), простой в своём составе: кукуруза, горох, чеснок, бульон и пшеница.

## Рыба
Воды вокруг Канарских островов богаты большим разнообразием автохтонных рыб. Они могут быть приготовлены различными способами, в том числе обжаренными в духовке, жареными и маринованными в различных соусах. Некоторые препараты включают в себя:
- Санкочо по-канарски, отварная рыба с картофелем, сладким картофелем, Гофио и Моджо. На Тенерифе его подают в горшочке.
- Пескадо Секо (сухая рыба), которая может включать tollos (полоски акулы, подаваемые с соусом) и jareas (сушеная рыба, похожая на Бакальяу, которую часто едят жареной).

## Мясо
Наиболее широко потребляемыми видами мяса являются свинина, курица, кролик и коза.
- Пучеро канарио (Puchero canario) — богатый мясом суп, который является Канарским аналогом испанского cocidos. Куриное, говяжье и свиное мясо сочетают с нутом, кукурузными початками, сладким картофелем, обычным картофелем и другими овощами (например, морковью и капустой).
- Мясо козла едят на островах ещё с доиспанских времен.
- Ропа вьеха — блюдо, состоящее из курицы и говядины, смешанных с картофелем и нутом.
- Кролик в салморехо — традиционное рагу из кролика[1], маринованное в соусе из кориандра (не путать с сальморехо материковой Испании).
- Свинина является основным ингредиентом таких блюд, как carne fiesta (буквально праздничное мясо) и costillas con piña (ребрышки с кукурузными початками).

## Десерты и фрукты
В Канарских десертах часто используются простые ингредиенты, такие как тростниковый сахар, мед, маталахуга или маталаува (анис), миндаль и традиционный Пальмовый сироп. Среди десертов есть Бьенмесабе, которая представляет собой пасту из миндаля, меда и сахара, часто подаваемую с мороженым или сливками и печеньем «Кошачий язык». Frangollo — смесь кукурузной муки, сахара, миндаля и изюма, а Truchas — выпечка, наполненная сладкой картофельной пастой или Cabell d’Angel, которую готовят на Рождество.
В Иерро есть пирог под названием quesadilla, который готовят с сыром. Другие фирменные блюда включают rosquetes (кольцевидная жареная выпечка), quesillo (нежный сырный торт), rapaduras (тростниковый сахарный леденец), Príncipe Alberto (шоколадный торт из Ла-Пальмы) и leche asada (молочный торт).
Тропические фрукты, особенно бананы, широко выращиваются и потребляются на островах.

## Вина и ликёры

### Вина категории D.O

Канарские вина категории D.O.

- D.O. Abona[англ.]D.O. Abona (Тенерифе)
- D.O. Tacoronte-Acentejo[англ.] (Тенерифе)
- D.O. Valle de Güímar[англ.] (Тенерифе)
- D.O. Valle de La Orotava[англ.] (Тенерифе)
- D.O. Ycoden-Daute-Isora[англ.] (Тенерифе)
- D.O. El Hierro[англ.] (Иерро)
- D.O. Lanzarote[англ.] (Лансароте)
- D.O. La Palma[англ.] (Ла-Пальма)
- D.O. La Gomera[англ.] (Гомера)
- D.O. Gran Canaria[англ.] (Гран-Канария)

### Канарский ром
- Ром Миел[исп.]
- Ром Бланко